# Шангала (река)
Шангала — река в России, протекает в Ставропольском крае. Устье реки находится в 72 км от устья Большой Кугульты по правому берегу. Длина реки составляет 14 км, площадь водосборного бассейна — 108 км².

## Данные водного реестра
По данным государственного водного реестра России относится к Донскому бассейновому округу, водохозяйственный участок реки — Егорлык от Новотроицкого гидроузла и до устья, речной подбассейн реки — бассейн притоков Дона ниже впадения Северского Донца. Речной бассейн реки — Дон (российская часть бассейна).
Код объекта в государственном водном реестре — 05010500612107000017017.